# Socotra (geslacht)
Socotra is een geslacht van kreeftachtigen uit de klasse van de Malacostraca (hogere kreeftachtigen).

## Soort
- Socotra pseudocardisoma Cumberlidge & Wranik, 2002